# Dakkapel

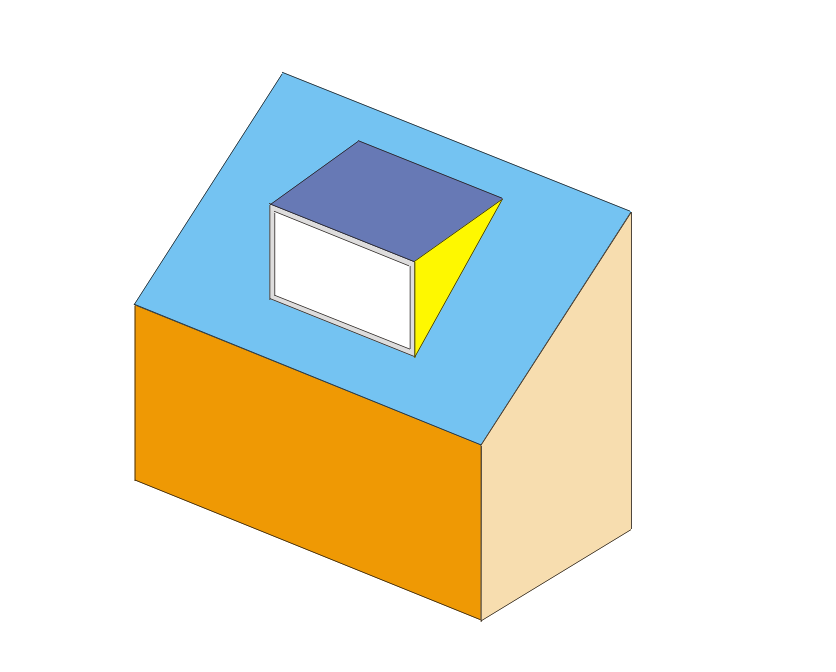
Schema van een dakkapel

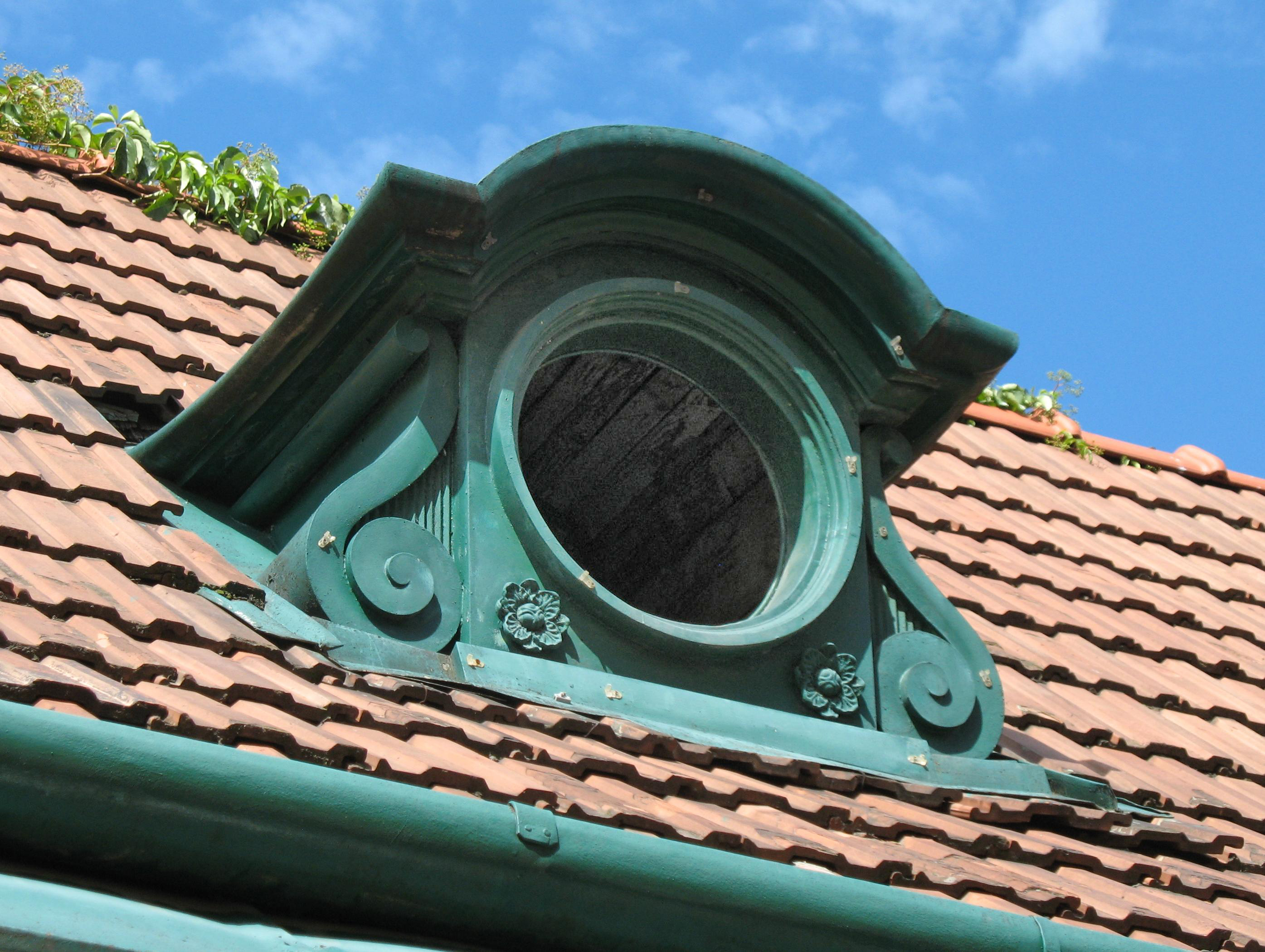
Dakkapel met rond kozijn en krulvormige oren

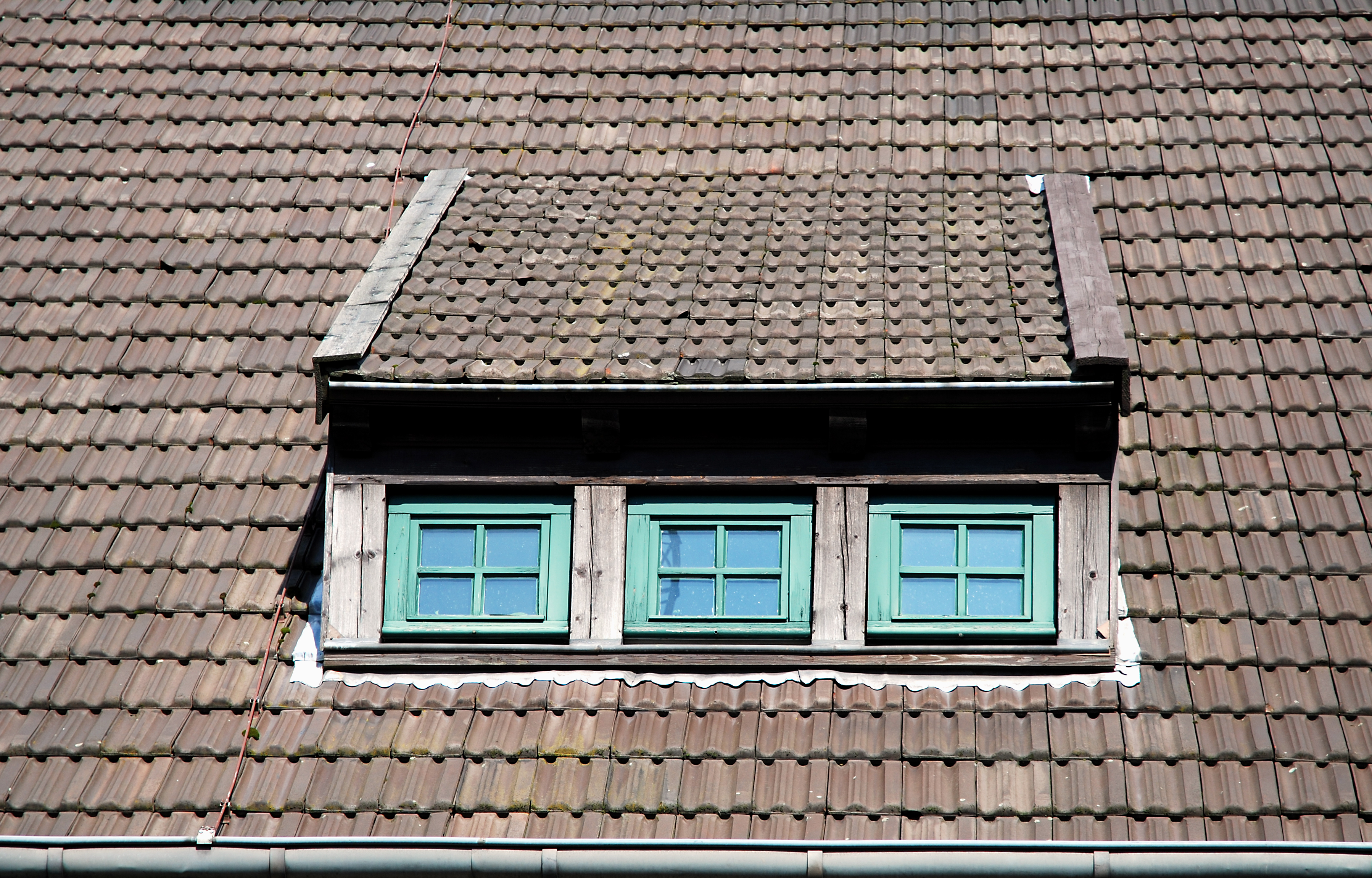
Dakkapel met lessenaarsdak, zonder oren

Een dakkapel is een uitbouw van het schuine dakvlak, veelal bestaande uit een verticaal raamkozijn al of niet voorzien van beweegbare delen, twee driehoekvormige zijwangen en een afdekking, gemaakt als een plat-, zadel-, schild- of lessenaarsdak.
Een dakkapel kan direct tijdens de nieuwbouw worden aangebracht, maar wordt vaak naderhand gemaakt om extra ruimte te verkrijgen, soms op de plek waar reeds een dakraam aanwezig is. Het raamkozijn dient voor licht- en luchttoetreding op de zolder of zolderkamer. Vaak geeft een dakkapel de extra ruimte met stahoogte (hoofdruimte), die nodig is om op zolder een kamer te kunnen maken.
Dakkapellen kunnen op verschillende manieren gemonteerd worden. Traditioneel op locatie, waarbij de dakkapel ter plekke op het dak getimmerd wordt, dit duurt gemiddeld 3 tot 4 dagen. Daarnaast zijn er ook prefab dakkapellen. Deze prefab dakkapellen worden vooraf geproduceerd in een fabriek of timmerwerkplaats en binnen één dag op het dak gemonteerd.
Dakkapellen worden in diverse materialen uitgevoerd. Dit is afhankelijk van de bouwstijl van het huis en de wensen van de klant. Prefab dakkapellen zijn meestal van hout of kunststof gemaakt.
Een uitbouw op het dak wordt ook wel koekoek genoemd of akkenailtje (voornamelijk in Groningen).